# Сен-Марселлен (коммуна)
Сен-Марселлен (фр. Saint-Marcellin) — коммуна во Франции, находится в регионе Рона — Альпы. Департамент коммуны — Изер. Входит в состав кантона Сюд Грезиводан. Округ коммуны — Гренобль.
Код INSEE коммуны — 38416. Население коммуны на 2006 год составляло 7694 человека. Населённый пункт находится на высоте от до метров над уровнем моря. Муниципалитет расположен на расстоянии около 470 км юго-восточнее Парижа, 80 км юго-восточнее Лиона, 33 км западнее Гренобля. Мэр коммуны — Jean-Michel REVOL, мандат действует на протяжении 2008—2014 гг.
Динамика населения (INSEE):

## Города-побратимы
- Графинг-Мюнхен, Германия (1994)
- Фиессо-д’Артико, Италия (2007)